# Giro del Trentino 2006
Der 30. Giro del Trentino ist ein Rad-Etappenrennen, das vom 18. bis zum 21. April 2006 stattfand. Es wurde in vier Etappen über eine Distanz von 668,8 Kilometern ausgetragen. Das Rennen war Teil der UCI Europe Tour 2006 und dort in die Kategorie 2.1 eingestuft.

## Etappen
| Etappe    | Tag       | Start – Ziel              | km    | Etappensieger   | Führender      |
| --------- | --------- | ------------------------- | ----- | --------------- | -------------- |
| 1. Etappe | 18. April | Arco – Castello Tesino    | 162,8 | Luca Mazzanti   | Luca Mazzanti  |
| 2. Etappe | 19. April | Castello Tesino – Cles    | 174,8 | Damiano Cunego  | Damiano Cunego |
| 3. Etappe | 20. April | Romeno – Tione di Trento  | 168,8 | David Muñoz     | Damiano Cunego |
| 4. Etappe | 21. April | Puegnago sul Garda – Arco | 162,4 | Daniele Bennati | Damiano Cunego |